# Shri Shyam Sundar Goswami
Shri Shyam Sundar Goswami född 1891 i Santipur, i delstaten Västbengalen, död 1978 i Stockholm, var en indisk yogi. Under trettio år var han verksam som lärare vid The Goswami Yoga Institute i Santipur, ett institut som grundats av hans far. Tillsammans med sin närmaste lärjunge Dinabandhu Pramanick genomförde Shri S.S. Goswami flera turnéer i Indien samt världsturnéer till Japan, USA och Europa med syfte att sprida kunskap och popularisera läran om Hathayoga.
Shri Goswami behärskade Hathayoga och Layayoga - två av de fyra grundläggande Yogadisciplinerna ur det ursprungliga Maha Yoga.
Det unika i hans undervisning i Hathayoga var bland annat att introducera:
- Carana (”yogisk” bodybuilding)
- Kontroll av den glatta muskulaturen (till exempel den raka bukmuskeln och muskler förknippade med sexuell kontroll)
- Avancerad andningskontroll

I sin bok Layayoga sammanställde Shri Goswami en översikt av människans chakras, de immateriella, ej belagda begrepp som i traditionell Yoga ses som människans kreativa livscentra med central roll inom andligt sökande.
1949 inbjöds Shri Goswami till Sverige för att representera Indien vid den Andra Lingiadens världskongress för fysisk fostran. Ett sextiotal länder deltog i kongressen som hölls i Stockholm i samband med Svenska gymnastikförbundets internationella tävlingar. En grupp läkare vid  Karolinska Institutet visade stort intresse för hans forskning (vilket bland annat resulterade i en artikel i American Physiological society), och efter kongressen ombads Shri Goswami att stanna i Stockholm för att undervisa och bedriva fortsatt forskning. Samma år grundades Goswami Yoga Institute i Stockholm.
Efter hans bortgång fortsatte undervisningen under ledning av hans nära lärjungar Karin Schalander och Basile P. Catoméris.
2011 bildades Goswami Stiftelsen (Goswami Foundation) med syfte att förvalta arvet efter Shyam Sundar Goswami. Stiftelsen syfte är att upprätthålla verksamheten vid Goswami Yoga Institute.